# قندهار
قَندَهار (به پشتو: کندهار) مرکز استان قندهار شهری است در جنوب افغانستان که دومین شهر پرجمعیت افغانستان است. براساس سرشماری رسمی سال ۲۰۲۰ میلادی حدود ۶۱۴٬۲۵۴ تن جمعیت داشته‌است. قندهار میان رودهای ترناک و ارغنداب واقع شده‌است.
قندهار به شکل یک مربع مستطیل است و چون طبق نقشه ساخته شده بسیار منظم است شهر به چند محله تقسیم شده‌است فرودگاه بین‌المللی قندهار در ۱۶ کیلومتری جنوب خاوری این شهر قرار دارد.
در پی حملهٔ مغولان به پادشاهی خوارزمشاه این شهر ویران گردید و بار دیگر در پایان سدهٔ هشتم هجری توسط امیر تیمور گورکانی قندهار ویران شد. در اوایل سدهٔ شانزدهم میلادی گورکانیان قندهار را گرفتند.

## تاریخ
این شهر از نظر حاکمیتی، ارتباط و وابستگی تاریخی با هخامنشیان داشت. این ناحیه در اوستا با نام «هرئووتیش» در سنگ‌نوشته داریوش «هرخواتیش» و در نوشته‌های کلاسیک یونانی «آراخوزیا» معرفی شده‌است. این ناحیه در زمان کوروش فتح و جزو قلمرو هخامنشیان شد. در قرن اول میلادی، خاندان سورن‌پهلو از خاندان‌های معروف و تأثیرگذار دوره اشکانی بر آن منطقه سیطره داشتند. برخی مورخان، گندوفار حکمران قدرتمند خاندان سورن را بانی شهر کندهار یا قندهار کنونی می‌دانند.
در سال ۳۲۹ پیش از میلاد، اسکندر مقدونی پا به سرزمین هندوکش که تاریخ‌نویسان یونانی آن را پارپامیز گفته‌اند نهاد. اسکندر هرات را تصرف و پس از سپری نمودن زمستان در سیستان، وارد ناحیه‌ای شد و بنامش اسکندریه‌ای (قندهار امروزی) را در ۳۳۰ پیش از میلاد تأسیس کرد. گفته می‌شود نام کندهار از کلمه اسکندر مشتق شده‌است. تبدیل نام اسکندر به کندهار در قرن پانزدهم میلادی صورت گرفته چنانچه جوآو دو باروس مورخ پرتغالی می‌نویسد:
"کسانی که از فارس، از پادشاهی خراسان، از بخارا و همه مناطق غربی بدانجا می‌روند، به جای اسکندر، اسمی که پارسیان بدان می‌خوانند، به شهری می‌روند که بومیان‌اش آنرا کندار می‌نامند."— جوآو دو باروس، ۱۵۵۲ میلادی
اما مطابق به عرف محلی نام کندهار یا قندهار از کلمه قند گرفته شده و قندهار به معنی سرزمین قند می‌باشد چنانچه در طول تاریخ قندهار انگور انار زردآلو و خربزه‌های بسیار شیرینی را تولید کرده‌است.
ارنست هرتسفلد اظهار داشته‌است که نام کندهار از شاه یونانی پارت بنام گندوفاراس که قندهار را بازسازی نمود و اسم آنرا گندوفاران گذاشت گرفته شده‌است. نظریه دیگری اسم کندهار را مشتق شده از تمدن باشکوه آن زمان گندهارا می‌داند.
نقطهٔ اساسی بازرگانی زمینی بین دو کشور باختر فارس و هند شهر قندهار بود که این کشورها بر سر تصاحب آن مدت دو سده (یازدهم و دوازدهم هجری قمری) کشمکش داشتند. کاروان‌های عرب و هندی و بازرگانان یهودی در راه‌های گذرنده از قندهار رفت‌وآمد می‌کردند و پادشاهان صفوی بیشتر از راه حاکمان منصوب خود در قندهار عوارض گمرکی را به‌عنوان حق عبور از کالاها می‌گرفتند.
کشمکش بر سر قلعهٔ قندهار در بسیاری زمان‌ها موضوع عمده‌ای بود که موجبات تیرگی روابط میان پادشاهان گورکانی هند و شاهان صفوی را فراهم می‌کرد. گورکانیان از تصرف این قلعه چند هدف را دنبال می‌کردند: تسلط بر افغانستان غربی و کنترل بر قبایل افغانی، بلوچ و قوم ازبک که گهگاه با سرکشی‌های خود دردسرهای بزرگی را برای گورکانیان ایجاد می‌کردند.

## پیشینه

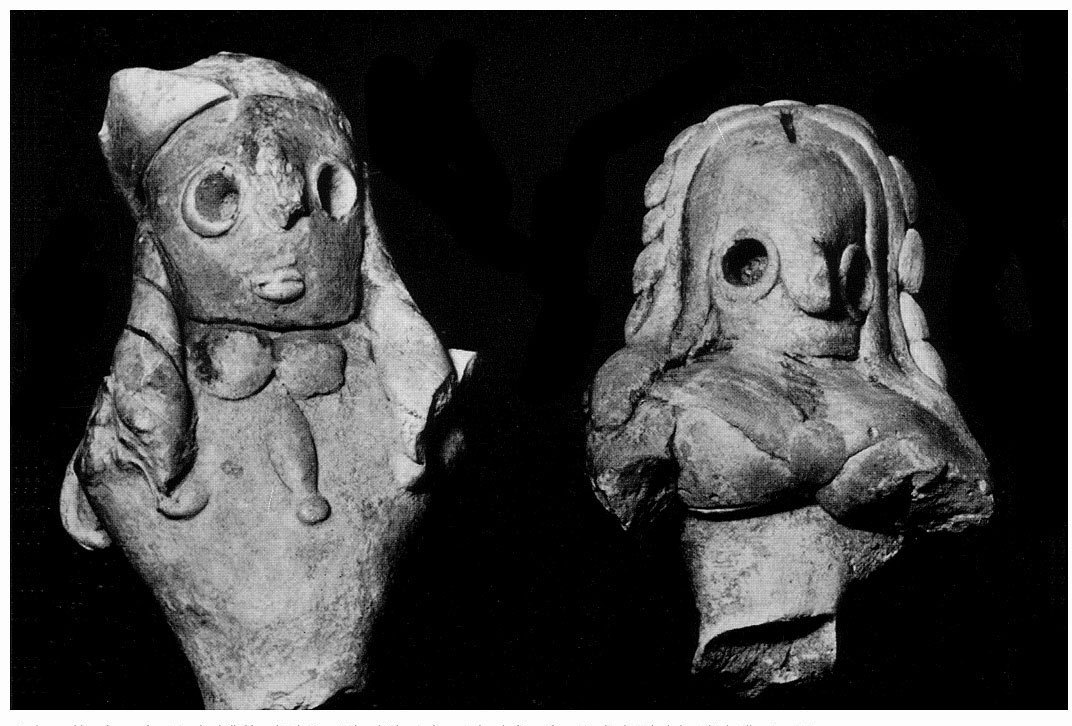
نگارهٔ ۳: تندیس‌های ایزدبانوان مادر از مُندیگَک (چپ) و تپهٔ دِه‌مُراسی (راست)، گِل پُخته، ولایت قندهار، هزارهٔ سوم پیش از میلاد.

کاوش در مکان‌های ماقبل تاریخ توسط باستان شناسانی مانند پروفسور لوئیس دوپری و دیگران نشان می‌دهد که منطقه اطراف قندهار یکی از قدیمی‌ترین سکونتگاه‌های بشری است که تاکنون شناخته شده‌است. 
 "... اوایل دهکده‌های کشاورزی دهقانان در افغانستان حدود ۵۰۰۰ سال قبل از میلاد، یا ۷۰۰۰ سال پیش در منطقه قندهار به‌وجود آمدند. تپه ده‌مراسی، نخستین مکان ماقبل تاریخ افغانستان است که تاکنون حفر شده‌است و در ۲۷ کیلومتری جنوب غربی قندهار قرار دارد (دوپری، ۱۹۵۱). سایت دیگر عصر برنز همزمان با این دوره سعید قلعه است که شامل روستاهایی با ساختمان‌های خشتی و گلی چند اتاقه می‌باشد (ژ. شفر، ۱۹۷۰). در هزاره دوم پیش از میلاد عصر مفرغ، تله اسب و مهرهای سنگی سفالی، مسی و برنزی در مکان مجاور به نام شمشیر غار پیدا شد (دوپری، ۱۹۵۰). در سیستان، منطقه جنوب غربی مکان‌های حفرشده، دو تیم از باستان شناسان آمریکایی مکان‌های باستانی دیگری مربوط به هزاره دوم را کشف کردند (جی. دیلز، موزه باستان‌شناسی دانشگاه پنسیلوانیا، ۱۹۶۹، ۱۹۷۱؛ دبلیو، تروزدل، مؤسسه اسمیتسونیان، ۱۹۷۱–۱۹۷۶). از نظر سبکی یافته‌های ده مراسی و سعید قلعه با مکان‌های پیش از دره سند و با زمان مشابه در فلات ایران و آسیای میانه وصل می‌شود، که نشان دهنده تماس فرهنگی در طی این خیلی زود می‌باشد… "— نانسی دوپری
روستاهای زراعی، با قدمتی ۵٫۰۰۰–۷٫۰۰۰ سال پیش از میلاد، در نزدیکی تپهٔ دِه‌مُراسی (پشتو: دِه‌مُراسی غوندَی) در ولایت قندهار، دورهٔ تحول انسان را نشان می‌دهد که روستاهایی با زمین‌های کشاورزی پدیدار شده و جایش را به شهرهای کوچک داده‌است. در این دوران، شواهدی از فرهنگ عصر بُرُنز به وفور پدیدار می‌شود.

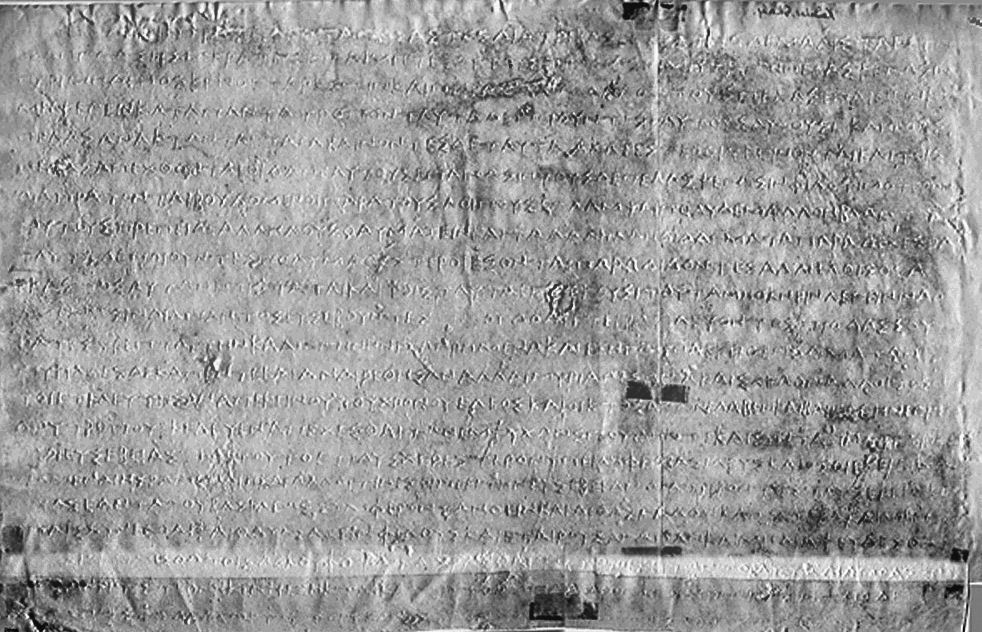
احکام یونانی قندهار از آشوکا در زمره مهم‌ترین احکام صغیر امپراتور هند آشوکا (سلطنت ۲۶۹–۲۳۳ قبل از میلاد) است که به زبان یونانی و زبان پراکریت نوشته شده‌است.

ولایت قندهار قبلاً به‌نام اراکوزیا یا اراخوزیا مسمی بود و به دلیل موقعیت استراتژیک در آسیا که چهارراه کاروان‌هایی جنوب آسیا، آسیای مرکزی و خاورمیانه بود، به‌طور مکرر هدف فتح جهانگشایان بزرگ چون کوروش، اسکندر، چنگیز، تیمور، انگلیسی‌ها، روس‌ها و در این اواخر آمریکایی‌ها قرار گرفته‌است. قبل از سقوط قندهار به‌دست هخامنشیان، جزو قلمرو مادها بود. در سال ۳۳۰ قبل از میلاد توسط اسکندر بزرگ مورد حمله قرار گرفت و پس از مرگ وی بخشی از امپراتوری سلوکی شد. بعداً تحت تأثیر آشوکا شاهنشاه هندوستان قرار گرفت، وی ستونی را با کتیبه دو زبانه به زبان‌های یونانی و آرامی در آنجا بنا کرد.
در ۳۰۵ پیش از میلاد موریاها گنداره یا (گندهارا)، رخج و گدروزی (گدروزیا - بلوچستان) تسلط یافتند. در این دوران دین بودایی بدست آشوکا به این سرزمین وارد شد.
اسکندر از آنجا به سرزمین رُخّج (Arachosia) عازم شد و قبل از حرکت آمِنید (Amenides) را که دبیر داریوش بود والی اورگت‌ها کرد. رُخّجی‌ها را به اطاعت درآورده و کاپیشه‌کانیش (Kāpišakāniš) پایتخت رُخَج را به نامش اسکندریه (Alexandropolis) تغییرنام داد که همان قندهار امروزی است. اسکندر این ولایت را به مِمْنُن (Memnon) داد. بعد شنید که ساتی‌برزن با دو هزار سوار به هرات آمده‌است، بر اثر این خبر سپاهی مرکب از شش هزار پیادهٔ یونانی و ۶۰۰ سوار به سرداری اریگیوس (Erygius) و ارته‌باذ (Artabazus) بدانجا فرستاد و با وجود دلیری‌هایایرانیان اریگیوس موفق به سرکوب ساتی‌برزن در ۳۲۸ ق.م.شد.
پس از اسلام، قندهار جزئی از خراسان بزرگ بشمار می‌آمد. شهر قندهار در اخبار فتوحات اولیه مسلمین، از جمله اماکن نزدیک به هند و با نام «القندهار» یاد شده‌است. مسلمانان این شهر را یک‌بار در زمان حکومت معاویه و بار دیگر در دوران خلافت منصور عباسی فتح و بتکده شهر را ویران کردند. در قرن سوم هجری، این ولایت را از «الرخج» یا «الرخذ» می‌نامیدند.سپس نام قندهار کمتر در منابع اسلامی دیده می‌شد تا اینکه در قرون هفتم و هشتم و در پی هجوم سپاهیان مغول و سپس تیمور، قندهار دوباره در آثار نویسندگان مطرح شد. کشتار و ویرانی ناشی از هجوم مغولان و تیموریان، ضربه‌ای بزرگ به وضع سیاسی و اقتصادی قندهار وارد کرد. دو بار شهر به‌طور کامل ویران گردید، اول بار به دست مغولان و بار دیگر در پایان سدهٔ هشتم هجری به دستور تیمور گورکانی.
در اوایل سدهٔ شانزدهم میلادی مغولان هند قندهار را گرفتند. طی دوصد سالی که مغولان حکومت هند را در دست داشتند، شهرهای مرزی خراسان از سه سو مورد کشمکش و محل منازعه بودند؛ مغول‌ها از یک سو، صفویان از سمت باختر، و ترکان و ازبکان از سمت شمال. کابل، هرات و قندهار بارها میان این مدعیان متخاصم دست به دست شدند. در این دوران خوشحال خان ختک شاعر جنگجوی مشهور پشتون علیه سلطهٔ بابری‌ها قیام کرد. دولت صفوی که در جنوب و باختر خراسان حکومت می‌کرد در برابر مخالفت و قیام‌ها از پا درآمد. در ابتدا میرویس‌خان هوتک از قبیلهٔ غلجایی پشتون به تسلط گرگین‌خان حاکم گرجی الاصل صفوی در ۱۷۰۹ میلادی در قندهار پایان داد و دولت مستقل هوتکیان را بنیانگذاری کرد.

### تاریخ معاصر

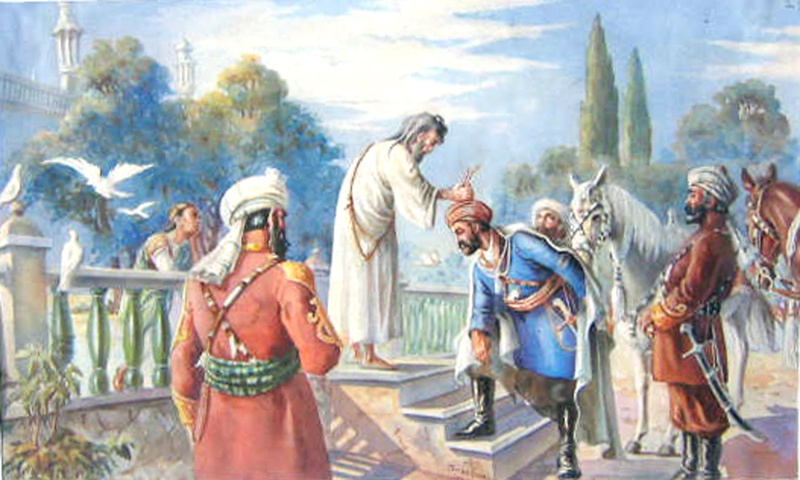
تاجگزاری احمد شاه درانی. این تابلو که توسط عبدالغفور برشنا نقاشی شده‌است احمد شاه درانی را نشان می‌دهد که صابرشاه کابلی در حال گذاشتن تاج بالای سرش است.

حکومت غلجایی قندهار در ۱۷۳۸ میلادی بدست نادر افشار پایان داده شد. نادر افشار سرانجام خود بخاطر تندخویی‌اش در ۱۷۴۷ میلادی در قوچان توسط افسران قزلباش لشکر خود به قتل رسید. پس از این حادثه، احمدشاه ابدالی که یکی از سران قبیلهٔ پشتون‌های ابدالی، افسر گارد محافظ نادرشاه و معاون ارتش افغان بود، با نیروی شش هزار نفری خود به سوی قندهار رهسپار شد و لویه جرگه را در مزار شیر سرخ قندهار برای انتخاب یک رهبر ملی از میان خود افغان‌ها تشکیل داد {{منبع}}و سرانجام بعد از ۹ روز گفت و شنید، به‌عنوان پادشاه خراسان تعیین گردید. وی در ۱۷۵۳ یا ۱۷۵۴ شهر کنونی را ساخت و آن را احمد شاهی نام نهاد و «اشرف البلاد» لقب داد. در دفاتر رسمی هنوز هم به همین لقب یا «دارالقرار» یاد می‌شود. تیمور شاه درانی پسانتر پایتخت خراسان را از شهر قندهار به کابل انتقال داد.

### روزگار صفوی
قندهار در سده‌های دهم و یازدهم هجری قمری (شانزدهم و هفدهم میلادی) در شبکهٔ دفاعی و راه‌های بازرگانی و مسافرتی هند و ایران موقعیت بسیار مهمی کسب کرد. این شهر زمین‌های حاصلخیز و منابع آب فراوانی داشت.
قندهار قلعه‌ای بسیار استوار بود و تملک قندهار برای امنیت کابل و همین‌طور خراسان ضروری بود. در نتیجه این شهر به‌طور گریزناپذیر به صورت اساس رقابت و کشمکش میان گورکانیان هند و صفویان درآمد. به دلیل موقعیت جغرافیایی و اقتصادی بعد از مدتی دوباره مورد توجه حکومت‌های گورکانی و صفوی قرار گرفت و مسئله اصلی تنش و چالش میان این دو دولت شد و «همانند صخره‌ای بود که روابط دوستانه و قدیمی آنان سرانجام بر روی آن درهم شکست» آدام اولئاریوس (Adam (Oelschlager) Olearius (1600-1671م) پژوهشگر، ریاضیدان، جغرافی‌دان و کتاب‌دار آلمانی و دبیر سفیر ارسالی فریدریش سوم، دوک نشین هولشتاین به دربار شاه صفی بود. او شرح مسافرت و مشاهداتش از ایران و روسیه را در کتابی با نام سفرنامه مسکو و ایران تألیف کرد. همچنین نخستین ترجمه آلمانی گلستان و بوستان سعدی در سال ۱۶۵۴ میلادی توسط او منتشر شد) عایدی مالیات گمرکی و سایر درآمدهای ایالت قندهار برای صفویان را بیش از یک میلیون تالر می‌دانست که تقریباً معادل عواید ایروان و بابل (عراق عرب) بود. ارزش این عایدات آنجا بیشتر مشخص می‌شود که او کل درآمدهای سالانه شاه صفوی در همان زمان را معادل۰۰۰/۰۰۰/۸ تالر و عواید آبادی‌های اطراف اصفهان را چهل هزار تالر گزارش کرده‌است. قندهار به‌عنوان یکی از سیزده بیگلربیگینشین در دوران شاه‌عباس اول، دارای ۱۷۸۵ ملازم بود که مواجب آن بالغ بر ۹۲۰۰ دینار و ۳۸۰۰ تومان می‌شد. عواید قندهار برای حاکمان گورکانی نیز مهم بود. ایالت یا سرکار قندهار با بیست و چهار محل، مجموعاً ۸۱۰۰ تومان و ۲۹۰۰۰ دینار برای اکبرشاه عایدی داشت. همچنین ۴۵۰۰۰ گوسفند، ۴۵ اسب بلوچی، بیش از ۰۰۰/۷۰۰/۳ خروار غله، ۱۳۸۰۰ سوار و ۲۷۰۰۰ پیاده نیز جزء عواید سالانه ایالت قندهار برای حاکمان گورکانی بود.
علاوه بر این عایدات، قندهار به همراه شهر کابل، دارالضرب گورکانیان بوده و مسکوکاتی در آنجا ضرب می‌شد. در چهاردهمین سال سلطنت جهانگیرشاه، سکه روپیه در قندهار ضرب شد که این بیت بر آن نقش بسته بود:
ز جهانگیر شاه اکبرشاه سکه قندهار شد دلخواه

## جغرافیا

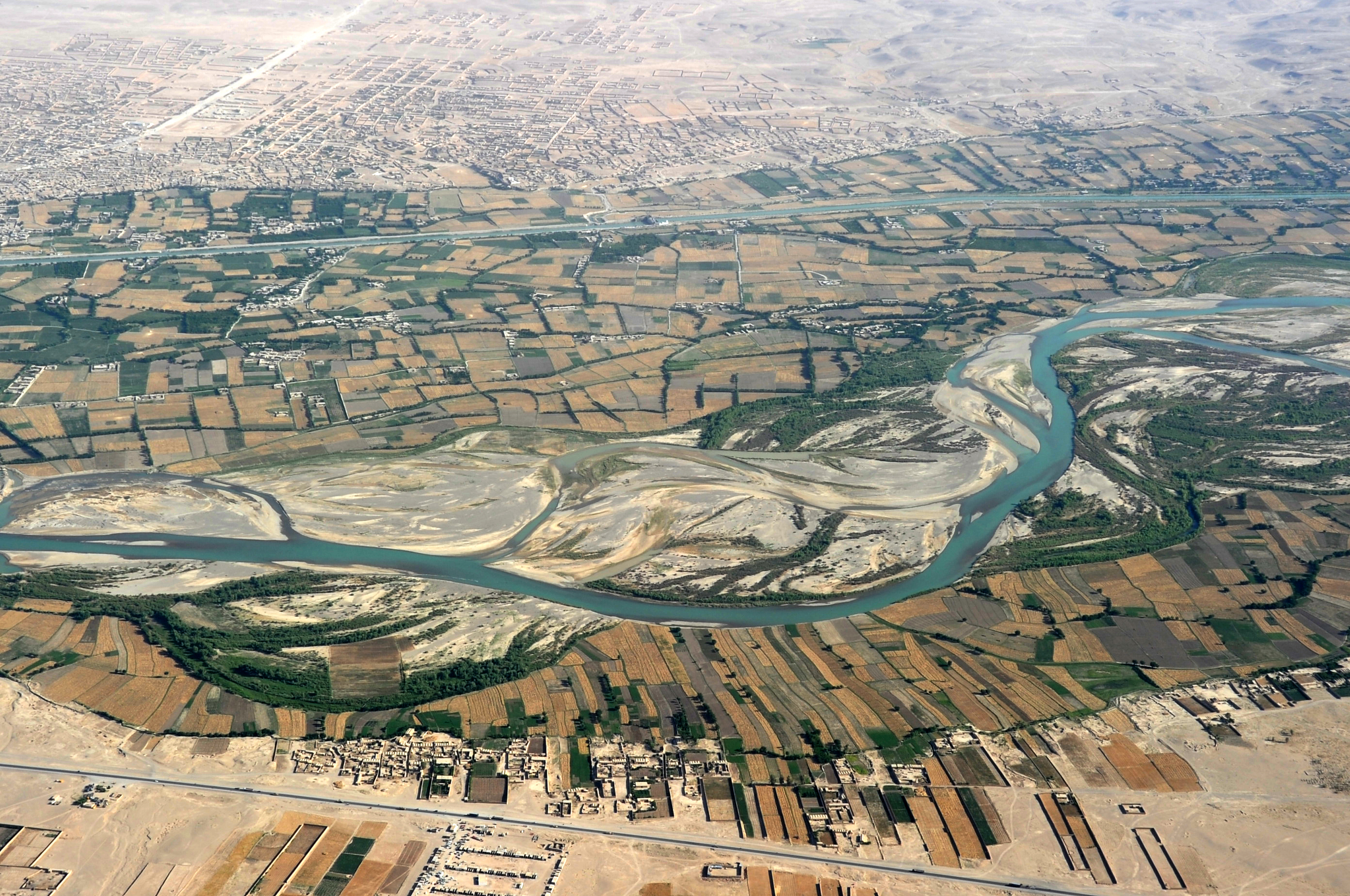
رود ارغنداب که زمین‌های کشاورزی قندهار را سیراب می‌کند.

رود ارغنداب از امتداد غرب قندهار امتداد دارد. این شهر دارای ۱۵ ناحیه شهری و مساحت کل شهر ۲۷۳۳۷ هکتار است. تعداد کل منازل مسکونی در قندهار ۶۱۹۰۲ مورد است.

### استفاده از زمین
قندهار قطب مسکونی منطقه جنوب افغانستان، نزدیک به مرز با پاکستان است. کاربری اراضی غیر ساخته شده ۵۹٪ کل مساحت زمین را تشکیل می‌دهد. در مناطق ساخته شده، قطعات خالی درصد ۳۶٪ و زمین مسکونی ۳۴٪ را اشغال می‌کنند. مرکز تجاری قابل توجه در امتداد جاده پاکستان در ناحیه ۵ شهر وجود دارد. هند، ایران و پاکستان کنسولگری‌هایی برای ارتباطات تجاری، نظامی و سیاسی در قندهار دارند.

### آب و هوا
قندهار دارای آب و هوای نیمه خشک کوپن است، که با بارش کم و تغییر زیاد درجه بین دمای تابستان و زمستان مشاهده می‌شود. تابستان‌ها از اواسط ماه مه آغاز شده، تا اواخر سپتامبر ادامه دارد و بسیار خشک می‌باشد. دما در جولای با میانگین ۲۴ ساعته روزانه حدود ۳۱٫۹ درجه سانتی‌گراد (۸۹٫۴ درجه فارنهایت) به اوج خود می‌رسد. پس از آنها پاییزهای خشک از اوایل اکتبر تا اواخر نوامبر شروع می‌شوند، پاییز با درجه حرارت متوسط روزها ۲۰ درجه سانتی‌گراد (بالاتر از ۶۸ درجه فارنهایت) الی نوامبر ادامه دارد، گرچه شب‌ها به‌شدت خنک ترند. زمستان از دسامبر آغاز می‌شود و بیشترین میزان بارش به صورت باران می‌باشد. دمای هوا در ژانویه به‌طور متوسط ۵٫۱ درجه سانتی‌گراد (۴۱٫۲ درجه فارنهایت) است. به‌دنبال زمستان یک بهار دلپذیر الی اواخر آوریل با درجه حرارت به‌طور کلی در ۱۰ درجه سانتی‌گراد بالا تا ۳۰ درجه سانتی‌گراد پایین‌تر (۶۵–۸۸ درجه فارنهایت) مشاهده می‌شود. هوای آفتابی در تمام طول سال غالب است، به‌ویژه در تابستان که بارندگی بسیار نادر است. میانگین سالانه دما ۶٫۶ درجه سانتی‌گراد (۶۵٫۵ درجه فارنهایت) است.
| داده‌های اقلیم قندهار (۱۹۶۴–۱۹۸۳)  | داده‌های اقلیم قندهار (۱۹۶۴–۱۹۸۳) | داده‌های اقلیم قندهار (۱۹۶۴–۱۹۸۳) | داده‌های اقلیم قندهار (۱۹۶۴–۱۹۸۳) | داده‌های اقلیم قندهار (۱۹۶۴–۱۹۸۳) | داده‌های اقلیم قندهار (۱۹۶۴–۱۹۸۳) | داده‌های اقلیم قندهار (۱۹۶۴–۱۹۸۳) | داده‌های اقلیم قندهار (۱۹۶۴–۱۹۸۳) | داده‌های اقلیم قندهار (۱۹۶۴–۱۹۸۳) | داده‌های اقلیم قندهار (۱۹۶۴–۱۹۸۳) | داده‌های اقلیم قندهار (۱۹۶۴–۱۹۸۳) | داده‌های اقلیم قندهار (۱۹۶۴–۱۹۸۳) | داده‌های اقلیم قندهار (۱۹۶۴–۱۹۸۳) | داده‌های اقلیم قندهار (۱۹۶۴–۱۹۸۳) |
| ماه                               | ژانویه                           | فوریه                            | مارس                             | آوریل                            | مه                               | ژوئن                             | ژوئیه                            | اوت                              | سپتامبر                          | اکتبر                            | نوامبر                           | دسامبر                           | سال                              |
| --------------------------------- | -------------------------------- | -------------------------------- | -------------------------------- | -------------------------------- | -------------------------------- | -------------------------------- | -------------------------------- | -------------------------------- | -------------------------------- | -------------------------------- | -------------------------------- | -------------------------------- | -------------------------------- |
| سابقهٔ بیش‌ترین °C (°F)             | ۲۵٫۰ (۷۷)                        | ۲۶٫۰ (۷۹)                        | ۳۶٫۵ (۹۸)                        | ۳۷٫۱ (۹۹)                        | ۴۳٫۰ (۱۰۹)                       | ۴۵٫۰ (۱۱۳)                       | ۴۶٫۵ (۱۱۶)                       | ۴۴٫۵ (۱۱۲)                       | ۴۱٫۰ (۱۰۶)                       | ۳۷٫۵ (۱۰۰)                       | ۳۱٫۵ (۸۹)                        | ۲۶٫۰ (۷۹)                        | ۴۶٫۵ (۱۱۶)                       |
| میانگین بیش‌ترین °C (°F)           | ۱۲٫۲ (۵۴)                        | ۱۴٫۸ (۵۹)                        | ۲۱٫۶ (۷۱)                        | ۲۸٫۱ (۸۳)                        | ۳۴٫۱ (۹۳)                        | ۳۹٫۱ (۱۰۲)                       | ۴۰٫۲ (۱۰۴)                       | ۳۸٫۲ (۱۰۱)                       | ۳۴٫۰ (۹۳)                        | ۲۷٫۵ (۸۲)                        | ۲۱٫۰ (۷۰)                        | ۱۵٫۴ (۶۰)                        | ۲۷٫۲ (۸۱)                        |
| میانگین روزانه °C (°F)            | ۵٫۱ (۴۱)                         | ۷٫۸ (۴۶)                         | ۱۳٫۹ (۵۷)                        | ۲۰٫۲ (۶۸)                        | ۲۵٫۴ (۷۸)                        | ۳۰٫۰ (۸۶)                        | ۳۱٫۹ (۸۹)                        | ۲۹٫۴ (۸۵)                        | ۲۳٫۵ (۷۴)                        | ۱۷٫۵ (۶۴)                        | ۱۱٫۰ (۵۲)                        | ۷٫۳ (۴۵)                         | ۱۸٫۵۸ (۶۵٫۴)                     |
| میانگین کم‌ترین °C (°F)            | ۰٫۰ (۳۲)                         | ۲٫۴ (۳۶)                         | ۷٫۱ (۴۵)                         | ۱۲٫۳ (۵۴)                        | ۱۵٫۸ (۶۰)                        | ۱۹٫۵ (۶۷)                        | ۲۲٫۵ (۷۳)                        | ۲۰٫۰ (۶۸)                        | ۱۳٫۵ (۵۶)                        | ۸٫۵ (۴۷)                         | ۳٫۳ (۳۸)                         | ۱٫۰ (۳۴)                         | ۱۰٫۵ (۵۱)                        |
| سابقهٔ کم‌ترین °C (°F)              | −۱۲٫۱ (۱۰)                       | −۱۰٫۰ (۱۴)                       | −۴٫۸ (۲۳)                        | ۲٫۰ (۳۶)                         | ۲٫۴ (۳۶)                         | ۸٫۵ (۴۷)                         | ۱۳٫۵ (۵۶)                        | ۹٫۰ (۴۸)                         | ۵٫۲ (۴۱)                         | −۲٫۲ (۲۸)                        | −۹٫۳ (۱۵)                        | −۱۱٫۴ (۱۱)                       | −۱۲٫۱ (۱۰)                       |
| بارندگی میلی‌متر (اینچ)            | ۵۴٫۰ (۲٫۱۳)                      | ۴۲٫۰ (۱٫۶۵)                      | ۴۱٫۱ (۱٫۶۲)                      | ۱۸٫۷ (۰٫۷۴)                      | ۲٫۲ (۰٫۰۹)                       | ۰ (۰)                            | ۲٫۳ (۰٫۰۹)                       | ۱٫۰ (۰٫۰۴)                       | ۰ (۰)                            | ۲٫۳ (۰٫۰۹)                       | ۷٫۰ (۰٫۲۸)                       | ۲۰٫۰ (۰٫۷۹)                      | ۱۹۰٫۶ (۷٫۵۲)                     |
| میانگین روزهای بارندگی            | ۶                                | ۶                                | ۶                                | ۴                                | ۱                                | ۰                                | ۰                                | ۰                                | ۰                                | ۱                                | ۲                                | ۳                                | ۲۹                               |
| درصد رطوبت                        | ۵۸                               | ۵۹                               | ۵۰                               | ۴۱                               | ۳۰                               | ۲۳                               | ۲۵                               | ۲۵                               | ۲۴                               | ۲۹                               | ۴۰                               | ۵۲                               | ۳۸                               |
| میانگین روزانه ساعت‌های تابش آفتاب | ۱۹۸٫۴                            | ۱۸۳٫۶                            | ۲۳۵٫۶                            | ۲۵۵٫۰                            | ۳۴۷٫۲                            | ۳۶۹٫۰                            | ۳۴۱٫۰                            | ۳۳۷٫۹                            | ۳۲۴٫۰                            | ۳۰۶٫۹                            | ۲۶۴٫۰                            | ۲۱۷٫۰                            | ۳٬۳۷۹٫۶                          |
| منبع: NOAA (۱۹۶۴–۱۹۸۳)            |                                  |                                  |                                  |                                  |                                  |                                  |                                  |                                  |                                  |                                  |                                  |                                  |                                  |

## ترابری

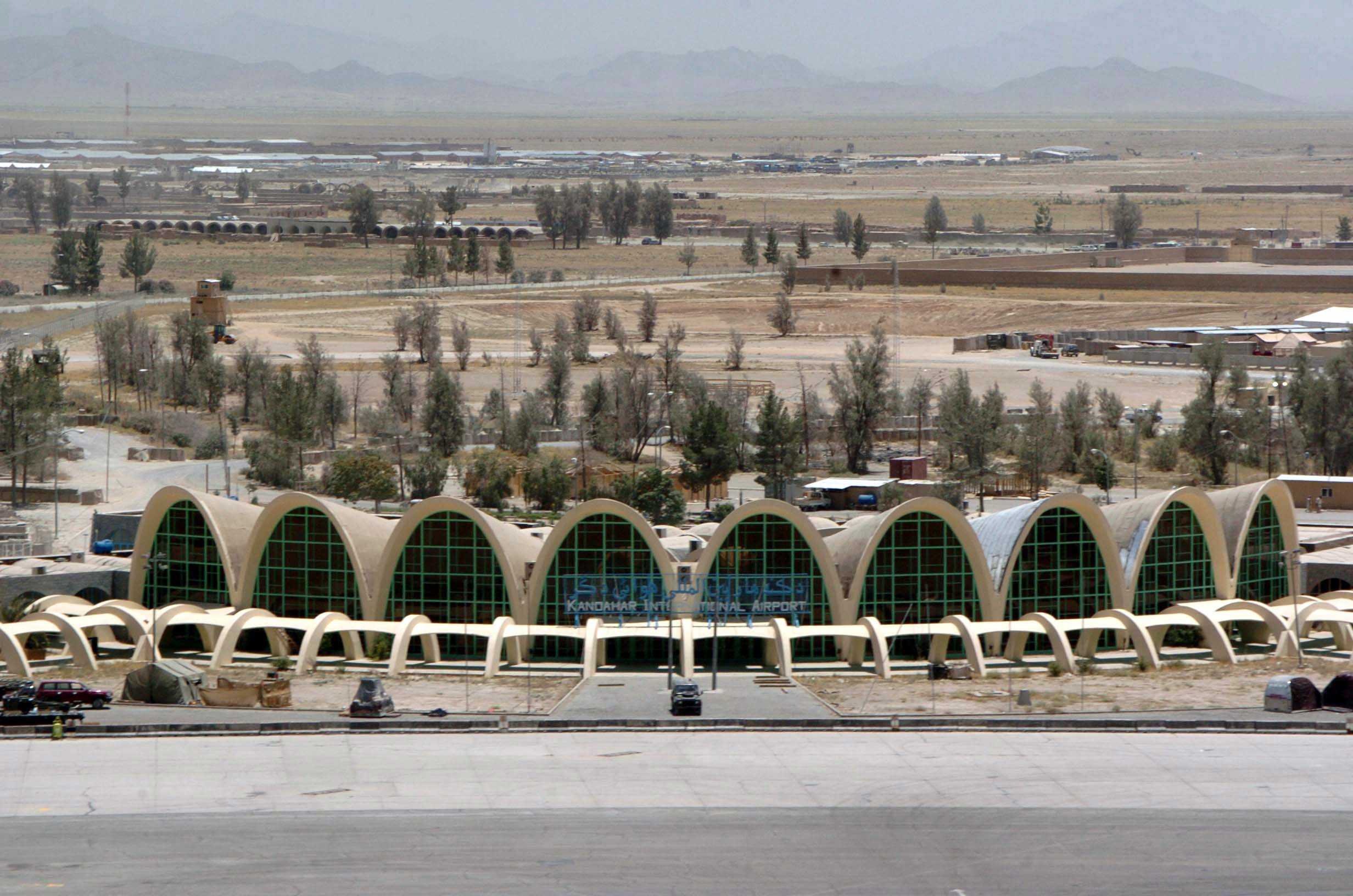
تصویر فرودگاه بین‌المللی قندهار در ۲۰۰۵

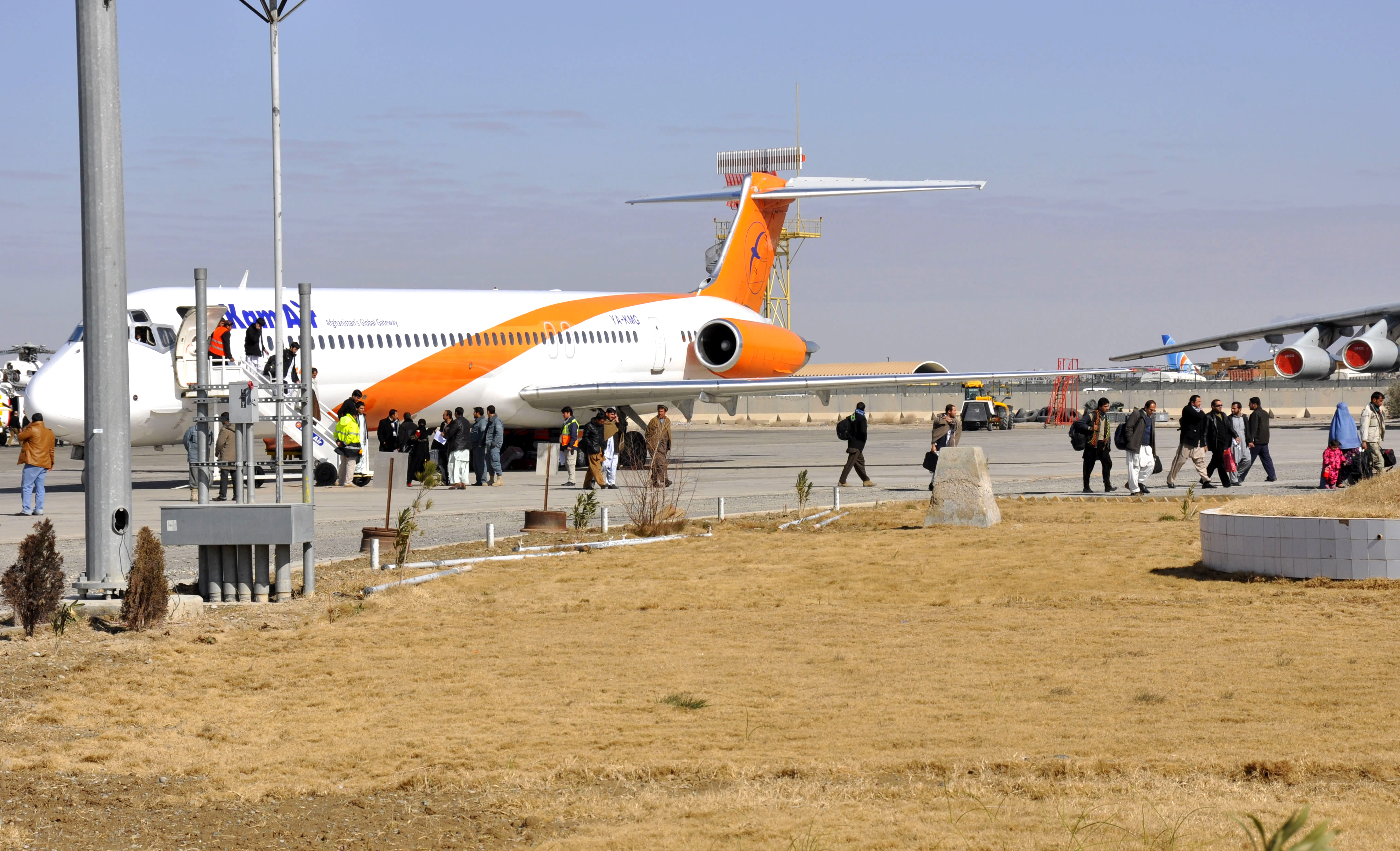
هواپیمای مسافر بری کام ایر، قندهار، ۲۰۱۲

فرودگاه بین‌المللی قندهار به‌عنوان فرودگاه اصلی جنوب افغانستان برای پروازهای داخلی و خارجی فعالیت می‌کند. همچنین به‌عنوان پایگاه بزرگ نظامی حمل و نقل و دریافت تجهیزات برای ارتش‌های ناتو مورد استفاده قرار می‌گیرد. کل منطقه فرودگاه و اطراف آن به‌شدت محافظت می‌شود اما بخشی برای مسافران غیرنظامی در نظر گرفته شده‌است. بیشتر پروازهای بین‌المللی قندهار به امارات، ایران، هند، عربستان سعودی و پاکستان انجام می‌شود.
پاکستان قصد دارد مسیر راه‌آهن از شهر چمن پاکستان تا قندهار ایجاد کند که راه‌آهن افغانستان را با راه‌آهن پاکستان متصل می‌کند. مطالعه امکان‌سنجی این پروژه در سال ۲۰۰۶ به پایان رسید.ظ اما از سال ۲۰۱۲ کار ساختمانی آغاز نشده بود.
قندهار از طریق بزرگراه کابل-قندهار به کابل از طریق شاهراه کندهار-هرات به هرات و به از طریق چمن بوردر به کویته پاکستان وصل می‌شود. یک ایستگاه اتوبوس در ابتدای بزرگراه کابل-قندهار واقع شده‌است، جایی‌که تعدادی از اتوبوس‌های مدل قدیمی مرسدس بنزکویچ متعلق به خدمات خصوصی در دسترس هستند تا مسافران را بیشتر به شهرهای بزرگ کشور برسانند. قندهار همچنین از طریق جاده زمینی به کویته به پاکستان متصل می‌شود. به‌دلیل جنگ مداوم مسیر کابل به‌طور فزاینده‌ای خطرناک شده‌است زیرا حملات شورشیان به کاروان‌ها و تخریب پل‌ها آن را به پیوندی غیرقابل اطمینان بین دو شهر تبدیل کرده‌است.
مسافران این شهر از سیستم اتوبوسرانی عمومی (ملی بس) استفاده می‌کنند و تاکسی‌ها و ریکشاه‌ها نیز معمول هستند. استفاده از وسایل نقلیه شخصی در حال افزایش است که بخشی از آن به‌دلیل پیشرفت جاده‌ها و بزرگراه‌ها است. نمایندگی‌های بزرگ شرکتی در حال وارد کردن اتومبیل از دبی، امارات متحده عربی هستند.

## آموزش
قبل از کودتای ۱۹۷۸ در کابل، اکثریت مردم این شهر در مدارس ثبت نام می‌کردند. اما در جریان جنگ‌ها مردم به اتحادیه اروپا، استرالیا و سایر نقاط جهان مهاجرت کردند.

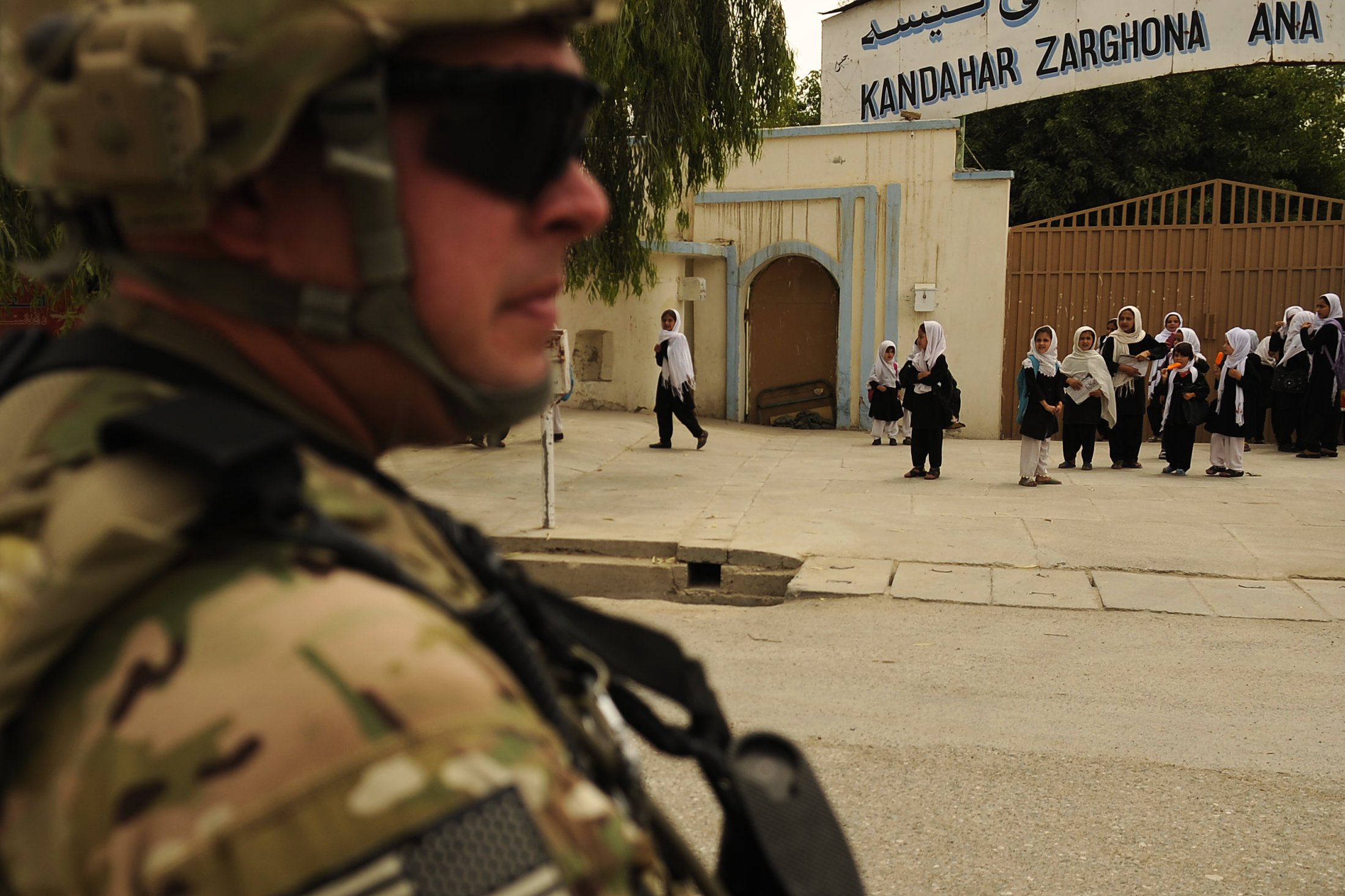
دانش آموزان لیسه دخترانه زرغونه انا

دو مدرسه قدیمی شناخته شده دبیرستان احمد شاه بابا و دبیرستان زرغونه انا هستند. تعدادی از مدارس جدید وجود دارد که در دهه گذشته افتتاح شده‌است و در آینده با افزایش جمعیت این شهر به علت مهاجران زیاد افغان از کشورهای همسایه، مدارس دیگری نیز ساخته می‌شود. دبیرستان‌های افغان ترک یکی از برترین مدارس خصوصی در شهر است. دانشگاه اصلی شهر دانشگاه قندهار است. در دهه گذشته تعدادی از مراکز آموزشی نیز افتتاح شده‌است.

## اماکن باستانی قندهار
آثار به‌جامانده از قلعه‌های زمان صفویان و گورکانیان قابل مشاهده می‌باشد.

### تپه مندیگک
این تپه را می‌توان با حوزهٔ تمدنی ارغنداب ارتباط داد که در شمال این منطقه و در ۵۰ کیلومتری شهر کنونی قندهار واقع است و به صورت دقیق‌تر در درهٔ موازی مجرای ارغنداب با فاصلهٔ ۲۰ میلی جاده قندهار–گرشک و اگر از طرف ولسوالی خاکریز برگردیم حدود هشت کیلومتر به طرف ارغنداب در سمت راست جاده قرار گرفته‌است.
امروزه اراضی کشاورزی در این محدوده کمتر است اما احتمالاً در گذشته این ناحیه توسط شعبه‌هایی از رود ارغنداب سیراب می‌شده و آبادی‌هایی در آن وجود داشته‌است.
در سال ۱۹۵۹ (۱۳۳۸) موسیو کزال، باستان‌شناس و متخصص قبل تاریخ فرانسوی، با انجام یازده مرحله حفریاتی پانزده طبقه آبادی دوره‌های مختلف را یکی پس از دیگری کشف کرد. ۳۱ متر ارتفاع تپهٔ مذکور از تراکم آبادی‌هایی پانزده‌گانه‌ای صورت گرفته‌است که در طی سه هزار سال پیش از میلاد بر روی هم آباد شده‌است. تحقیقات انجام شده باستان‌شناسان روی آثار به دست آمده حکایت از آثار عصر مفرغ (برنز) می‌کند.
شاه نعمت‌الله کاظمی که از تحصیلکردگان قندهار بوده و روزگاری به حیث معاون پروژه هیلمند ایفای وظیفه می‌کرد، می‌گوید که شاهد کاوش‌های گروه فرانسوی در مندی گک بوده و ظروف و سفال‌ها و ابزارهای مکشوفه در این تپه، مشابه به آثار کشف شده در حیدر آباد و سند پاکستان می‌باشد. وی همچنین موفق شده‌است در طی مأموریت‌های خویش در منطقه، آثار شبیه به مندیگک را بالاتر از مسیر زیارت شاه‌مقصود قندهار در نواحی نزدیک رودخانه هلمند کشف کند و بدین ترتیب می‌توان حدس زد در طول این مسیر، رفت‌وآمدهایی جریان داشته و کاروان‌هایی گذر کرده‌اند و نیز به احتمال زیاد مسیر مهاجرت دسته‌های آریایی به طرف غرب و ایران امروزی از همین ناحیه صورت گرفت. در دولت کنونی افغانستان ایران و پاکستان هر کدام یک کنسولگری در قندهار دارند.

## مردم‌شناسی
کل جمعیت شهر قندهار حدود ۶۱۴٬۲۵۴ نفر است. پشتون‌ها اکثریت جمعیت این شهر را شامل می‌شوند. با این حال حدود ۲۰ الی ۳۰ درصد آنها به زبان فارسی سخن می‌گویند. تاجیک‌ها، هزاره‌ها و هزارهٔ ایماق از دیگر اقلیت‌های قومی دیگر این شهر هستند. تاهنوز هیج سرشماری از درصدی اقوام در شهر قندهار صورت نگرفته است.

## مشاهیر
- عبدالغفار بریالی
- احمد شاه درانی
- نور جهان همسر جهانگیرشاه
- میرویس خان هوتک
- محمود هوتکی
- اشرف افغان
- مریم درانی
- عبدالحی حبیبی
- گل آغا شیرزی
- حامد کرزی
- محمدحسن مولوی‌قندهاری
- آیت‌الله محمد آصف محسنی
- محمد صمیم صمیمی